# Brachiosauridae
Brachiosauridae é uma família de dinossauros saurópodes, herbívoros que viveram durante o Jurássico, e inclui animais do gênero Brachiosaurus. Possuem patas dianteiras mais longas que as traseiras (daí o nome grego para lagarto de braço), e pescoço longo e quase vertical. Apesar de suas características aparentemente distintas, há alguma disputa se realmente Brachiosauridae é uma família distinta ou somente uma coleção basal de Titanosauriformes. Como consequência, há também uma disputa sobre qual o gênero a que pertence esta família.
Seus pesos variavam entre 20 a 90 toneladas, e seus pescoços extraordinariamente longos e verticais lhes possibilitavam acesso às folhas das copas das árvores que eram inacessíveis a outros saurópodes. Seus longos e espatulados dentes (em formato de colher) foram desenvolvidos claramente para mastigar esse tipo de alimento. Alguns paleontólogos achavam que eles poderiam se apoiar nas patas traseiras para alcançar os brotos mais altos, mas a cauda e patas traseiras curtas colocavam seu centro de gravidade muito afastado, e tornavam esse manobra difícil. Mediam em média de 20 a 30 metros de comprimento possuindo características peculiares mesmo comparadas a outros saurópodes, como uma crista arredondada na cabeça. Alguns acreditam que as narinas desses animais sejam no topo desta crista a fim de serem utilizadas como respiradouros enquanto estes animais, supostamente semi-aquáticos, andavam em regiões de pântano.
Braquiossaurídeos existiram pelo menos até o Campaniano (cerca de 71-83 milhões de anos atrás). Uma vértebra caudal daquela era foi encontrada no México. Fósseis foram primeiramente encontrados na África no início do século XX, e agora sabe-se que existiram na Europa e América do Norte. A primeira evidência na Ásia foi descoberta em 2001, embora tenha sido apenas a de alguns poucos dentes.
Foram os maiores animais terrestres que habitaram a Terra. O maior esqueleto montado no mundo é o Giraffatitan no Museu Humboldt em Berlim, Alemanha.